# 本田恭章
本田 恭章（ほんだ やすあき、1965年5月2日 - ）は、東京都出身の音楽家、歌手、ギタリスト、俳優。

## 来歴
幼少期より親が保有していたクラシック全集などを聴き、音楽に親しんでいた。小学生の頃にはボーイスカウトの先輩からの影響で洋楽を聴くようになった。自らの意思で初めて買ったレコードは、小学6年生の時、キッスのライブ・アルバム。中学校に進学するとますます音楽（特にロック）の虜になり、「MUSIC LIFE」「ロック・ショウ」といった音楽雑誌を愛読して、好きなミュージシャンのファッションや髪型を真似、いわゆる"ロック少年"の風貌になっていった。この頃から街中で写真撮影やスカウトなどの声を頻繁に掛けられるようになる。
1981年2月25日、中学3年生の時、大ファンであるイギリスのロック･バンド「JAPAN」の来日公演が日本武道館で行われ、本田も足を運んだ。その際、取材に訪れていた音楽雑誌「MUSIC LIFE」のカメラマンの目に留まり、写真撮影を快諾。「JAPAN」のオフィシャルファンクラブ（MUSIC LIFEが運営）の会報に掲載されると本田の美貌は大きな反響を呼び、のちに同誌の読者モデルとなった。雑誌の版元であるシンコーミュージックが本田のマネジメントを行うことになった。
ある日、事務所スタッフに呼ばれTBS社屋に行くと、脚本家やドラマプロデューサー、そして本田と同世代の若者が集まっており、オーディションが行われていた。音楽雑誌の読者モデルとして活動を始めたばかりで、演技などの訓練を受けていなかったが、その"人気学園ドラマ"に多かった親しみやすい少年の風貌とは一線を介した、どこか冷めたような耽美的な本田の容姿は異彩を放っており、出演が決定。ドラマに新風を吹き込むキャラクターを演じることになった。
1981年9月、TBSテレビの連続ドラマ『2年B組仙八先生』第24話に転入生・"上田夏彦"役で俳優デビュー。ドラマに登場するや否や、寡黙で翳のある役柄に加え、精悍で端正な顔立ちの美少年に望外な注目が集まり、共演したシブがきトリオ（後のシブがき隊）とともに人気を博した。しかし、本田自身はアイドル視される芸能活動に積極的ではなく「レコードを買ったりコンサートへ行くための小遣い稼ぎ」と、醒めた気持ちであったという。本郷高等学校デザイン科に入学後、明治大学付属中野高等学校定時制に転学。
1982年5月25日、シングル「0909させて（ワクワクさせて）」（日本フォノグラム）でアイドル歌手デビュー。歌手デビュー前にファンクラブ限定のコンサートを行った。
1982年10月、フジテレビの連続ドラマ『ねらわれた学園』に超能力者・"京極少年"として出演。共演は原田知世、高柳良一、伊藤かずえ、柳沢慎吾、堀広道、森尾由美。
ドラマ出演の前後に3枚のシングルと1枚のアルバムを発表するが、本人はロック志向だったため、アイドル路線のシングル発売を停止。その後、ロック色を強調した当時としては珍しいミニ・アルバム『1NIGHT KIDS』、『DREAM LIKE FIRE』、『STINGER』（『Kids Disk』3部作と称されている）を立て続けに発表する。この頃から自ら作詞・作曲を手掛けるようになる。
1983年にシングル「サヨナラのSEXY BELL」（作曲：玉置浩二）、ハノイ・ロックス（ナスティー以外のメンバー）をバックに迎え、ロンドンでレコーディングしたアルバム『ANGEL OF GLASS』を発表（収録曲「Keep Our Fire Burning」はハノイのアンディ・マッコイによる楽曲。後にマイケル・モンローにより補作詞され、ハノイによってセルフカバーされる）。
1984年、シングル「SHAKE&SHAKEパラダイス」を発表。森永製菓の地域限定発売「シェークンシェーク」のCMに出演。CMの全国放映も期待されたが、当時、世間を騒がせた「グリコ・森永事件」の影響を受け実現しなかった。11月4日、日本武道館にてコンサートを行う。
1985年、シングル「LAST DANCE」のミュージック・ビデオをサンフランシスコにて撮影。
1986年、シングル「ONLY YOU」を最後にソロ活動を一時休止。
1986年、ロック・バンド「The TOYS」を結成。1987年5月25日、同バンドで初ライブ。1991年、「The TOYS」解散。ソロ活動再開。
2023年現在、音楽活動をメインに行っている。

## エピソード
1980年代当初、化粧やピアス、派手目のヘアカラーやメッシュを入れて、ニューロマンティックやモード系ファッションで身を固めた、のちにヴィジュアル系と呼ばれる男性のスタイルはまだ物珍しく、マスコミに奇異な扱いとして取り上げられることがあった。
日本におけるヴィジュアル系のパイオニアとして中川勝彦とともに名を挙げられ、美形好みの女性からの人気を二分した。気さくで腰が低く茶目っ気のある柔和な中川に対して、本田は寡黙でクールな姿勢を貫き、妖艶でミステリアスな正統派ヴィジュアル系のキャラクターを売りにしていた。
小室哲哉がTM NETWORKでデビューした当時、よく「本田恭章君に間違えられる」と当時のインタビューで語っていた。
三児の父親である。

## 使用機材
- 東海楽器・Talbo
- ESP エクスプローラー
- ESP レスポールタイプ（ボディにZemaitis風のインレイ入り）

他多数。

## ディスコグラフィー

### シングル
| 枚                                                           | タイトル                 | 発売日         | 規格  | 規格品番  | 面                                            | 作詞                | 作曲                     | 編曲                               |
| ------------------------------------------------------------ | ------------------------ | -------------- | ----- | --------- | --------------------------------------------- | ------------------- | ------------------------ | ---------------------------------- |
| フィリップス・レコード                                       |                          |                |       |           |                                               |                     |                          |                                    |
| 1st                                                          | 0909させて               | 1982年5月25日  | EP    | 7PL-76    | 0909させて 謎めく・・・シャーロック           | 大津あきら          | 鈴木キサブロー           | 武部聡志                           |
| 2nd                                                          | ジュテーム・スキャンダル | 1982年8月5日   | EP    | 7PL-89    | ジュテーム・スキャンダル 瞳にテンプテーション | 大津あきら          | 鈴木キサブロー           | 武部聡志                           |
| 3rd                                                          | ☆BOY                     | 1982年10月25日 | EP    | 7PL-97    | ☆BOY ラヴ・マジック                           | 大津あきら          | 鈴木キサブロー           | 武部聡志                           |
| 4th                                                          | サヨナラのSEXY BELL      | 1983年11月1日  | EP    | 7PL-138   | サヨナラのSEXY BELL One Night Heaven          | 大津あきら          | 玉置浩二                 | 武部聡志                           |
| 5th                                                          | SHAKE&SHAKEパラダイス    | 1984年5月21日  | EP    | 7PL-157   | SHAKE&SHAKEパラダイス Miss DEVIL              | 大津あきら          | 鈴木キサブロー・本田恭章 | 鈴木キサブロー・武部聡志・本田恭章 |
| 6th                                                          | It's no FASHION GAME     | 1984年10月10日 | EP    | 7PL-170   | It's no FASHION GAME Turns Blue               | 本田恭章            | 本田恭章                 | 本田恭章                           |
| 7th                                                          | Take The Floor           | 1985年1月25日  | EP    | 7PL-178   | Take The Floor HIGH STYLE                     | 本田恭章            | 本田恭章                 | 本田恭章                           |
| 8th                                                          | Last Dance               | 1985年9月5日   | EP    | 7PL-200   | Last Dance Rainy Life                         | 大津あきら 本田恭章 | 本田恭章                 | 本田恭章・徳家敦                   |
| 9th                                                          | ONLY YOU                 | 1986年5月2日   | EP    | 7PL-218   | ONLY YOU LOOK MY WAY                          | 大津あきら          | 本田恭章                 | Brett Raymond                      |
| WEAミュージック（株）(（株）ワーナーミュージック・ジャパン)) |                          |                |       |           |                                               |                     |                          |                                    |
| 10th                                                         | EROTIC BEAT              | 1993年6月25日  | 8cmCD | WMD3-3028 | EROTIC BEAT CHANGE YOUR WAY                   | 本田恭章            | 本田恭章                 | 本田恭章・吉田建                   |

### アルバム

#### オリジナル・アルバム
| 枚   | アルバム              | 発売日         | レーベル                   | 規格 | 規格品番   | 備考                   |
| ---- | --------------------- | -------------- | -------------------------- | ---- | ---------- | ---------------------- |
| 1st  | ICE PALACE            | 1982年11月5日  | フィリップス・レコード     | LP   | 28PL-44    |                        |
| 1st  | ICE PALACE            | 1994年6月25日  | マーキュリー・ミュージック | CD   | PHCL-8036  |                        |
| 1st  | ICE PALACE            | 2014年11月5日  | ウルトラ・ヴァイヴ         | CD   | CDSOL-1602 | デジタル・リマスター盤 |
| 2nd  | 1NIGHT KIDS           | 1983年3月16日  | フィリップス・レコード     | LP   | 20PL-22    |                        |
| 3rd  | DREAM LIKE FIRE       | 1983年5月5日   | フィリップス・レコード     | LP   | 20PL-23    |                        |
| 4th  | STINGER               | 1983年7月7日   | フィリップス・レコード     | LP   | 20PL-24    |                        |
| 5th  | ANGEL OF GLASS        | 1983年12月1日  | フィリップス・レコード     | LP   | 28PL-68    |                        |
| 5th  | ANGEL OF GLASS        | 2014年11月5日  | ウルトラ・ヴァイヴ         | CD   | CDSOL-1603 | デジタル・リマスター盤 |
| 6th  | It's no FASHION GAME  | 1984年11月1日  | フィリップス・レコード     | LP   | 28PL-85    |                        |
| 6th  | It's no FASHION GAME  | 2014年11月5日  | ウルトラ・ヴァイヴ         | CD   | CDSOL-1604 | デジタル・リマスター盤 |
| 7th  | STAY GOLD             | 1985年11月21日 | フィリップス・レコード     | LP   | 28PL-109   |                        |
| 7th  | STAY GOLD             | 2014年11月5日  | ウルトラ・ヴァイヴ         | CD   | CDSOL-1605 | デジタル・リマスター盤 |
| 8th  | ID                    | 1993年6月25日  | WEAジャパン                | CD   | WMC3-39    |                        |
| 9th  | TRANSMISSION          | 1995年11月1日  | YASUAKI HONDA              | CD   | YHID-0001  |                        |
| 10th | Acknowledge           | 2002年5月25日  | バウンディ                 | CD   | DDCZ-1030  |                        |
| 11th | ROCK AGAINST THE WALL | 2004年8月25日  | バウンディ                 | CD   | DDCZ-1070  |                        |
| 12th | ASTRO Mode            | 2006年6月21日  | バウンディ                 | CD   | DDCZ-1307  |                        |
| 13th | NEXT ONE              | 2012年5月25日  |                            | CD   |            |                        |
| 14th | 50／50（fifty fifty)  | 2015年5月2日   |                            | CD   |            |                        |
| 15th | 54TH FORCE            | 2019年5月2日   | YASUAKI HONDA              | CD   | YHID-014   |                        |
| 16th | 55                    | 2020年5月2日   | YASUAKI HONDA              | CD   | YHID-015   |                        |
| 17th | 極（59）              | 2024年11月13日 |                            | CD   | YHID-016   |                        |

#### セルフカバー・アルバム
| アルバム      | 発売日       | レーベル | 規格 | 規格品番 | 備考 |
| ------------- | ------------ | -------- | ---- | -------- | ---- |
| re experience | 2007年5月2日 |          | CD   |          |      |

#### ベスト・アルバム
| アルバム                                         | 発売日        | レーベル               | 規格 | 規格品番   | 備考                                         |
| ------------------------------------------------ | ------------- | ---------------------- | ---- | ---------- | -------------------------------------------- |
| INDEX                                            | 1984年7月10日 | フィリップス・レコード | LP   | 28PL-80    |                                              |
| INDEX                                            | 2015年3月18日 | ウルトラ・ヴァイヴ     | CD   | CDSOL-1648 | デジタル・リマスター盤、タワーレコード限定盤 |
| ゴールデン☆ベスト：コンプリートシングルス        | 2014年6月4日  | ウルトラ・ヴァイヴ     | CD   | CDSOL-1575 | 本人監修のデジタル・リマスター盤             |
| ゴールデン☆ベスト2：キッズディスクコレクション+5 | 2015年3月18日 | ウルトラ・ヴァイヴ     | CD   | CDSOL-1636 | デジタル・リマスター盤                       |

#### ライブ・アルバム
| アルバム      | 発売日        | レーベル               | 規格 | 規格品番   | 備考                                                                  |
| ------------- | ------------- | ---------------------- | ---- | ---------- | --------------------------------------------------------------------- |
| ROLLING PARTY | 1986年        | フィリップス・レコード | LP   | 20PL-54･55 |                                                                       |
| ROLLING PARTY | 2015年3月18日 | ウルトラ・ヴァイヴ     | CD   | CDSOL-1638 | 初CD化音源4曲を追加「完全盤」として、本人監修のデジタル・リマスター盤 |
| ALIVE         | 1996年1月1日  | YASUAKI HONDA          | CD   | YHID-0002  |                                                                       |

#### カバー・アルバム
| アルバム                              | 発売日         | レーベル | 規格 | 規格品番 | 備考 |
| ------------------------------------- | -------------- | -------- | ---- | -------- | ---- |
| ZIGGY STARDUST/WILD IS THE WIND       | 2010年12月30日 |          | CD   |          |      |
| DON'T RAIN ON MY PARADE/SUBURBAN LOVE | 2011年2月14日  |          | CD   |          |      |

#### その他
| アルバム                                       | 発売日       | レーベル               | 規格 | 規格品番 | 備考 |
| ---------------------------------------------- | ------------ | ---------------------- | ---- | -------- | ---- |
| Time For Action Series BAVI STOCK-I ※ 音楽監督 | 1986年2月1日 | フィリップス・レコード | LP   | 25PL-3   |      |

### ライブ・ビデオ
- ROLLING PARTY（1986年7月25日）
- THE TOYS - BAGHDAD ROCKS（1991年）
- DOUBLE EDGE - Acoustic Live（2003年4月）
- 50／50（fifty fifty）（2015年7月3日）

## 書籍
- ガラスの天使（写真集、1982年3月20日）
- ジュテーム・スキャンダル（フォト&エッセイ、1982年8月5日）
- BOYは今…（フォト&エッセイ、1982年12月20日）
- 「STINGER」（大型アートブック、1983年7月10日）
- いかれたダイヤモンド―本田恭章・虚像を超える瞬間（平山雄一著、1984年2月1日）
- ROCK PIX（写真集、1984年5月9日）
- アンソロジー（フォト&エッセイ、1984年8月25日）
- STAY GOLD（写真集、1986年3月25日）
- Re Experience Visual（ビジュアルブック、2007年5月25日）
- 35th Visual Book（ビジュアルブック、2017年5月2日）

## 出演作品

### ドラマ
- 2年B組仙八先生（1981年、TBS） - 上田夏彦 役
- ピンキーパンチ大逆転 第20話「ピンキー指令018 コンチキ寺にお化けを見た!!」（1982年8月12日、TBS） - 夫婦 役
- 親と子の誤算（1982年、TBS） - ミュージシャン 役
- ねらわれた学園（1982年、フジテレビ） - 京極少年 役

### 映画
- 人造人間ハカイダー（1995年、東映） - グルジェフ 役

### バラエティ
- レッツゴーヤング（NHK）
- アップルシティ500（TBS）
- JanJanサタデー（静岡第一テレビ）
- 霊感ヤマカン第六感（朝日放送）
- TOKIOロックTV（テレビ東京）

### CM
- 森永製菓
  - 「ラ・ベール」（1983年4月、地域限定発売）
  - 「シェークンシェーク」（1984年、地域限定発売）
- 原宿BLACK（1984年）